# سامانه میکرو الکترومکانیکی

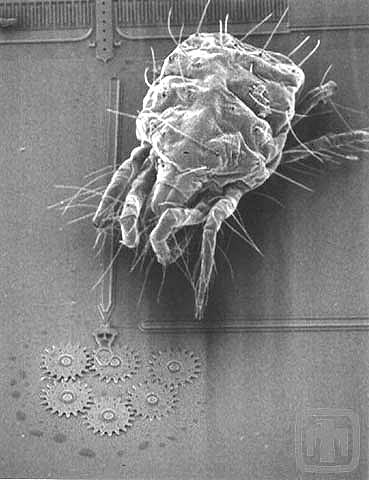
یک کنه یک میلی‌متری بر روی قطعه‌ای میکرو الکترومکانیکی

سامانه‌های میکرو الکترومکانیکی، (به انگلیسی: MEMS:Microelectromechanical systems) فناوری سامانه‌های بسیار کوچک در ابعاد میکرومتر است.
در حالی که قطعات الکترونیکی با استفاده از روال ساخت مدار مجتمع (IC) ساخته می‌شوند (همانند فرایندهای CMOS, Bipolar یا BICMOS)، عناصر میکروماشین‌ها از طریق فرایندهای ماشین کاری میکرونی (Micromachining) تولید می‌شوند به این ترتیب که بر حسب مورد، قسمتهایی از ویفر (Wafer) برداشته‌شده یا لایه‌های جدیدی به آن اضافه می‌شود. MEMS با تلفیق میکروالکترونیک سیلیکونی با فناوری ماشین کاری میکرونی، نوید تحول را در تقریباً هرنوع محصولی می‌دهد تا به این ترتیب به «نظام روی یک تراشه» جامه عمل بپوشاند.
MEMS فناوری واقعاً توانایی است که با درک و کنترل قابلیتهای «میکروسنسورها» و میکرو محرکها و به همراه آوردن توانایی محاسبات دستگاه‌های میکروالکترونیکی، موجب پیشرفت در تولیدات هوشمند می‌شود. MEMS همچنین فناوری بسیار گسترده و مستعدی است، چه در کاربرد و چه در نحوه ساخت و طراحی ابزارها. یکی از جدیدترین کاربردهای آن گرد هوشمند می‌باشد.
مدارهای پیوسته میکروالکترونیکی (IC) می‌توانند به عنوان مغز متفکر سامانه‌ها باشند و MEMS با اضافه‌کردن «چشم» و «بازو»، این قدرت تفکر را توسعه می‌دهد تا این میکروسامانه‌ها بتوانند محیط اطرافشان را حس کرده و کنترل نمایند. این حسگرها در ساده‌ترین حالت خود با کمک اندازه‌گیری پدیدههای مکانیکی، گرمایی، زیستی، شیمیایی، نوری و مغناطیسی، اطلاعات را از محیط جمع‌آوری می‌کنند. پس از اخذ اطلاعات از حس‌کننده‌ها، دستگاه‌های الکترومکانیکی به کمک قدرت تصمیم‌گیری خود، محرکها را به پاسخ‌هایی چون: حرکت، جابجایی، تنظیم‌کردن، پمپ‌کردن و فیلتر کردن وادار کرده، محیط را به سمت نتایج موردنظر هدایت می‌کنند. از آنجا که دستگاه‌های MEMS همانند ICها با تکنیک‌های ساخت ناپیوسته ساخته می‌شوند، می‌توان سطح بسیار بالایی از کارکرد، اطمینان و پیچیدگی را با هزینه اندک بر روی تراشه کوچک سیلیکونی شکل داد.
فناوری MEMS توانایی کشفیات جدیدی را در علوم و مهندسی دارد، مثل:
1. میکروسامانه‌های واکنش‌های زنجیره‌ای پلیمراز (PCR) برای تقویت و شناسایی DNA
2. میکروسکپهای تونل‌زنی پیمایشگر (STM) که با فرایندهای ماشینکاری میکرونی ساخته شده‌اند
3. تراشه‌های زیستی شناساگر عوامل خطرناک شیمیایی و بیولوژیکی
4. فناوری جهشی میکروسامانه‌ها جهت غربال و انتخاب سریع دارو

ابزارهای MEMS در بازارهای مختلف صنعتی، تعیین‌کننده کیفیت محصولات شده و پیش‌بینی می‌شود که این فناوری سالانه ۵۰٪ رشد داشته باشد.
اگرچه وسایل MEMS خیلی کوچک اند (مثلاً MEMS دارای موتورهای الکتریکی کوچکتر از قطر موی انسان است) ولی اهمیت فناوری MEMS فقط به اندازه آن‌ها مربوط نمی‌شود. علاوه بر این، MEMS فقط به پایه سیلیکونی محدود نمی‌شود، هرچند سیلیکن به دلیل داشتن خواص عالی به یک انتخاب جالب توجه برای مصارف مکانیکی با کیفیت بالا تبدیل شده‌است. (مثلاً نسبت استحکام به وزن برای سیلیکون از خیلی از مواد مهندسی دیگر بالاتر است، که ساخت وسایل مکانیکی با پهنای باند وسیع (band width) را ممکن می‌سازد). در عوض، MEMS فناوری تولیدی است که راه جدیدی برای ایجاد سامانه‌های الکترومکانیکی ارائه می‌دهد با تکنیک‌های تولید ناپیوسته ارائه می‌دهد، مانند روش تولید مدارهای مجتمع که باعث تولید عناصر الکترومکانیکی در کنار قطعات الکترونیکی می‌شود.
این فناوری تولید جدید، مزایای متعددی دارد: اول اینکه MEMS فناوری گسترده‌ای است که بالفعل می‌تواند تأثیر مهمی بر انواع تولیدات تجاری و نظامی بگذارد. هم‌اکنون MEMS در هر چیزی، از نمایش فشار خون گرفته تا سامانه‌های تعلیق فعال خودروها active suspension) systems) مورد استفاده قرار می‌گیرد؛ لذا ماهیت فناوری MEMS و کاربردهای متعددش، آن را از فناوریهای مرسوم حتی مدارهای مجتمع و ریزتراشهها فراگیر تر نموده‌است.
دوم اینکه MEMS فاصله بین سامانه‌های مکانیکی پیچیده و مدارهای مجتمع الکترونیکی را پر می‌کند. حس‌کننده‌ها و محرکها عموماً گران‌قیمت‌اند، به علاوه سامانه "الکترونیکی، محرکها و حس‌کننده‌هاً در ابعاد بزرگ قابل اعتماد نیستند. فناوری MEMS امکان ساخت سامانه‌های میکروالکترومکانیکی را با استفاده از تکنیک‌های ساخت ناپیوسته فراهم کرده موجب برابری قیمت و اعتبار حس‌کننده‌ها و محرکها با مدارهای مجتمع می‌شود. جالب اینکه، انتظار می‌رود کارایی دستگاه‌ها و ابزارهای MEMS بالاتر از عناصر و سامانه‌های مقیاس ماکرو و قیمت آن خیلی پایین‌تر از آن‌ها باشد.
به عنوان یک نمونه جدید از فواید فناوری MEMS می‌توان به شتاب‌سنجهای MEMS اشاره کرد، که به سرعت جایگزین سرعت‌سنجهای مربوط به سامانه‌های کیسه هوا در اتومبیل می‌شود. در روش مرسوم از چندین شتاب‌سنج حجیم شامل اجزای مختلف در جلوی خودرو استفاده می‌شود که قطعات الکترونیکی سامانه در نزدیکی کیسه هوا قرار دارند و قیمت مجموعه بالغ بر ۵۰ دلار است.
MEMS این امکان را فراهم کرده تا شتاب‌سنج و وسایل الکترونیکی با هزینه‌ای کمتر از ۵ تا ۱۰ دلار در یک ریزتراشه سیلیکونی تلفیق شوند. شتاب‌سنج MEMS خیلی کوچکتر، کارآمدتر، سبک‌تر و قابل اعتمادتر بوده و قیمتی بسیار کمتر از شتاب‌سنجهای مرسوم دارد؛ لذا انتظار می‌رود ظرف چند سال آینده این شتاب‌سنجها جایگزین دستگاه‌های مشابه در کلیه خودروهای خارجی و داخلی گردند. بهای اندک عناصر شتاب‌سنج MEMS، اجازه ساخت کیسه هوا برای حفاظت مسافرین در مقابل ضربات کناری را می‌دهد. ادامه پیشرفت در فناوری شتاب‌سنج MEMS در ۵ سال آینده، امکان می‌دهد تا حس‌کننده‌ها، اندازه و وزن یک مسافر را تعیین کرده پاسخ بهینه را محاسبه کنند تا صدمات احتمالی ناشی از کیسه هوا کاهش یابد.

## مواد برای ساخت
سیلیسیم پرکاربردترین ماده در ساخت تراشه است. این ماده هم از نظر اقتصادی به صرفه است و هم ویژگی‌های بی‌همتایی دارد. تک‌بلور سیلیسیم یک ماده کامل هوکی است، بدین معنا که هنگام تغییر شکل پسماند (Hysteresis) نداشته و از این رو تلفات انرژی ندارد. همچنین این ویژگی باعث می‌شود تا مقاوت به خستگی این ماده بسیار بالا باشد (تا میلیارد یا ترلیون‌ها چرخه کاری).
مواد دیگری مانند پلیمرها و فلزها نیز کاربرد گسترده‌ای برای ساخت سامانه‌های میکرو الکترومکانیکی دارند.